# Mikokami
Mikokami oder auch Mikogami (jap. 御子神, von 御子 miko, ehrwürdiges Kind, und 神 Kami, Gottheit) ist ein spezieller Ausdruck für Kinder einer Gottheit, die in einem japanischen Shintō-Schrein neben dieser Hauptgottheit verehrt werden.